# Pristimantis
Pristimantis (denominadas popularmente ranas de lluvia) es un género de anfibios anuros de la familia Craugastoridae, que se distribuyen en la región neotropical, desde el norte de Argentina hasta América Central, el sur de Norteamérica y las pequeñas Antillas. Siendo Colombia y Ecuador los países con mayor representación de este género. Pristimantis es considerado el género más diverso entre los vertebrados terrestres, con 560 especies actualmente reconocidas. Su biología reproductiva presenta desarrollo directo, esto es, carecen de una larva de vida libre, obligando al embrión a finalizar su ciclo al interior del huevo. En el pasado Pristimantis fue incluido dentro del aún más extenso género Eleutherodactylus y considerado parte de la familia Leptodactylidae.

## Especies

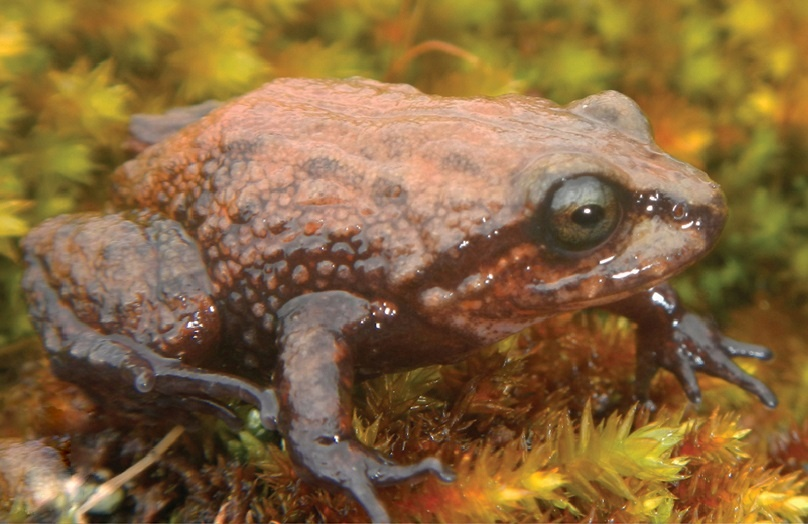
Pristimantis attenbouroughi.

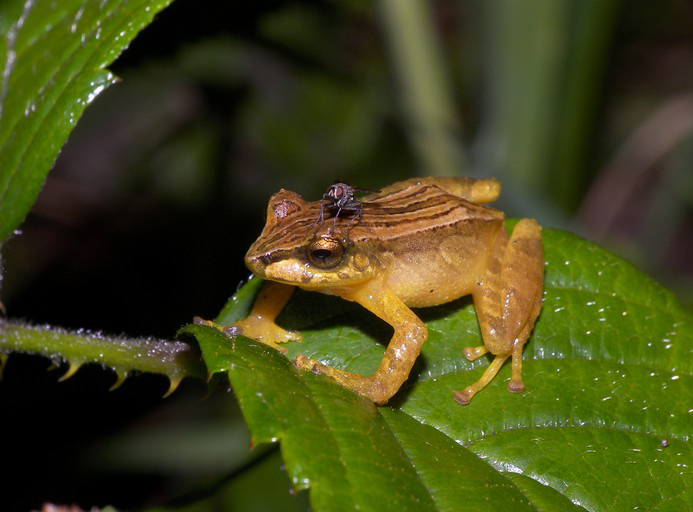
Pristimantis dorsopictus.

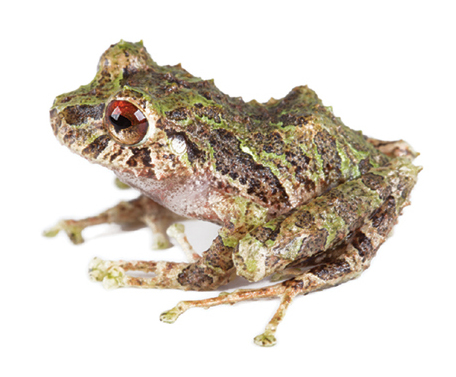
Pristimantis crucifer.

Actualmente, se reconocen las siguientes 543 especies:
- Pristimantis aaptus (Lynch & Lescure, 1980)
- Pristimantis abakapa Rojas-Runjaic, Salerno, Señaris & Pauly, 2013
- Pristimantis academicus Lehr, Moravec & Gagliardi-Urrutia, 2010
- Pristimantis acatallelus (Lynch & Ruiz-Carranza, 1983)
- Pristimantis acerus (Lynch & Duellman, 1980)
- Pristimantis achatinus (Boulenger, 1898)
- Pristimantis actinolaimus (Lynch & Rueda-Almonacid, 1998)
- Pristimantis actites (Lynch, 1979)
- Pristimantis acuminatus (Shreve, 1935)
- Pristimantis acutirostris (Lynch, 1984)
- Pristimantis adiastolus Duellman & Hedges, 2007
- Pristimantis adnus Crawford, Ryan & Jaramillo, 2010
- Pristimantis aemulatus (Ruiz-Carranza, Lynch & Ardila-Robayo, 1997)
- Pristimantis affinis (Werner, 1899)
- Pristimantis alalocophus (Roa-Trujillo & Ruiz-Carranza, 1991)
- Pristimantis albericoi (Lynch & Ruiz-Carranza, 1996)
- Pristimantis albertus Duellman & Hedges, 2007
- Pristimantis albujai Brito-M., Batallas-R. & Yánez-Muñoz, 2017
- Pristimantis allpapuyu Yánez-Muñoz, Sánchez-Nivicela & Reyes-Puig, 2016
- Pristimantis almendarizi Brito-M. & Pozo-Zamora, 2013
- Pristimantis altae (Dunn, 1942)
- Pristimantis altamazonicus (Barbour & Dunn, 1921)
- Pristimantis altamnis Elmer & Cannatella, 2008
- Pristimantis ameliae Barrio-Amorós, 2012
- Pristimantis amydrotus (Duellman & Lehr, 2007)
- Pristimantis andinognomus Lehr & Coloma, 2008
- Pristimantis anemerus (Duellman & Pramuk, 1999)
- Pristimantis angustilineatus (Lynch, 1998)
- Pristimantis aniptopalmatus (Duellman & Hedges, 2005)
- Pristimantis anolirex (Lynch, 1983)
- Pristimantis anotis (Walker & Test, 1955)
- Pristimantis antisuyu Catenazzi & Lehr, 2018
- Pristimantis apiculatus (Lynch & Burrowes, 1990)
- Pristimantis appendiculatus (Werner, 1894)
- Pristimantis aquilonaris Lehr, Aguilar, Siu-Ting & Jordán, 2007
- Pristimantis ardalonychus (Duellman & Pramuk, 1999)
- Pristimantis ardyae Reyes-Puig, Reyes-Puig & Yánez-Muñoz, 2013
- Pristimantis ashaninka Lehr & Moravec, 2017
- Pristimantis atrabracus (Duellman & Pramuk, 1999)
- Pristimantis atratus (Lynch, 1979)
- Pristimantis attenbouroughi Lehr & con May, 2017
- Pristimantis aurantiguttatus (Ruiz-Carranza, Lynch & Ardila-Robayo, 1997)
- Pristimantis aureolineatus (Guayasamin, Ron, Cisneros-Heredia, Lamar & McCracken, 2006)
- Pristimantis aureoventris Kok, Means & Bossuyt, 2011
- Pristimantis auricarens (Myers & Donnelly, 2008)
- Pristimantis avicuporum (Duellman & Pramuk, 1999)
- Pristimantis avius (Myers & Donnelly, 1997)
- Pristimantis bacchus (Lynch, 1984)
- Pristimantis baiotis (Lynch, 1998)
- Pristimantis balionotus (Lynch, 1979)
- Pristimantis bambu Arteaga-Navarro & Guayasamin, 2011
- Pristimantis barrigoi Brito & Almendáriz, 2018
- Pristimantis baryecuus (Lynch, 1979)
- Pristimantis batrachites (Lynch, 2003)
- Pristimantis bearsei (Duellman, 1992)
- Pristimantis bellae Reyes-Puig & Yánez-Muñoz, 2012
- Pristimantis bellator Lehr, Aguilar, Siu-Ting & Jordán, 2007
- Pristimantis bellona (Lynch, 1992)
- Pristimantis bernali (Lynch, 1986)
- Pristimantis bicantus Guayasamin & Funk, 2009
- Pristimantis bicolor (Rueda-Almonacid & Lynch, 1983)
- Pristimantis bicumulus (Peters, 1863)
- Pristimantis bipunctatus (Duellman & Hedges, 2005)
- Pristimantis boconoensis (Rivero & Mayorga, 1973)
- Pristimantis bogotensis (Peters, 1863)
- Pristimantis boucephalus Lehr, Moravec, Cusi & Gvoždík, 2017
- Pristimantis boulengeri (Lynch, 1981)
- Pristimantis bounides Lehr, von May, Moravec & Cusi, 2017
- Pristimantis brevifrons (Lynch, 1981)
- Pristimantis briceni (Boulenger, 1903)
- Pristimantis bromeliaceus (Lynch, 1979)
- Pristimantis buccinator (Rodriguez, 1994)
- Pristimantis buckleyi (Boulenger, 1882)
- Pristimantis buenaventura Arteaga, Pyron, Peñafiel, Romero-Barreto, Culebras, Bustamante, Yánez-Muñoz & Guayasamin, 2016
- Pristimantis bustamante Chaparro, Motta, Gutiérrez & Padial, 2012
- Pristimantis cabrerai (Cochran & Goin, 1970)
- Pristimantis cacao (Lynch, 1992)
- Pristimantis caeruleonotus Lehr, Aguilar, Siu-Ting & Jordán, 2007
- Pristimantis cajamarcensis (Barbour & Noble, 1920)
- Pristimantis calcaratus (Boulenger, 1908)
- Pristimantis calcarulatus (Lynch, 1976)
- Pristimantis campinarana Mônico, Ferrão, Moravec, Fouquet & Lima, 2023[3]
- Pristimantis caniari Rámírez-Jaramillo, Reyes-Puig, Batallas-R. & Yánez-Muñoz, 2018
- Pristimantis cantitans (Myers & Donnelly, 1996)
- Pristimantis capitonis (Lynch, 1998)
- Pristimantis caprifer (Lynch, 1977)
- Pristimantis carlosceroni Valencia, Bejarano-Muñoz & Yánez-Muñoz, 2013
- Pristimantis carlossanchezi (Arroyo, 2007)
- Pristimantis carmelitae (Ruthven, 1922)
- Pristimantis carranguerorum (Lynch, 1994)
- Pristimantis carvalhoi (Lutz, 1952)
- Pristimantis caryophyllaceus (Barbour, 1928)
- Pristimantis cedros Hutter & Guayasamin, 2015
- Pristimantis celator (Lynch, 1976)
- Pristimantis cerasinus (Cope, 1875)
- Pristimantis ceuthospilus (Duellman & Wild, 1993)
- Pristimantis chalceus (Peters, 1873)
- Pristimantis chamezensis Acosta-Galvis, Saldarriaga-Gómez, Ramírez & Vargas-Ramírez, 2020 [4]
- Pristimantis charlottevillensis (Kaiser, Dwyer, Feichtinger & Schmid, 1995)
- Pristimantis chiastonotus (Lynch & Hoogmoed, 1977)
- Pristimantis chimu Lehr, 2007
- Pristimantis chloronotus (Lynch, 1969)
- Pristimantis chrysops (Lynch & Ruiz-Carranza, 1996)
- Pristimantis churuwiai Brito-M., Batallas-R. & Yánez-Muñoz, 2017
- Pristimantis citriogaster (Duellman, 1992)
- Pristimantis clarae Venegas, García-Ayachi, Marchelie, Ormeño & Catenazzi, 2023
- Pristimantis colodactylus (Lynch, 1979)
- Pristimantis colomai (Lynch & Duellman, 1997)
- Pristimantis colonensis (Mueses-Cisneros, 2007)
- Pristimantis colostichos (La Marca & Smith, 1982)
- Pristimantis condor (Lynch & Duellman, 1980)
- Pristimantis conservatio Barrio-Amorós, Heinicke & Hedges, 2013
- Pristimantis conspicillatus (Günther, 1858)
- Pristimantis cordovae (Lehr & Duellman, 2007)
- Pristimantis corniger (Lynch & Suárez-Mayorga, 2003)
- Pristimantis coronatus Lehr & Duellman, 2007
- Pristimantis corrugatus (Duellman, Lehr & Venegas, 2006)
- Pristimantis cosnipatae (Duellman, 1978)
- Pristimantis cremnobates (Lynch & Duellman, 1980)
- Pristimantis crenunguis (Lynch, 1976)
- Pristimantis cristinae (Lynch & Ruiz-Carranza, 1985)
- Pristimantis croceoinguinis (Lynch, 1968)
- Pristimantis crucifer (Boulenger, 1899)
- Pristimantis cruciocularis (Lehr, Lundberg, Aguilar & von May, 2006)
- Pristimantis cruentus (Peters, 1873)
- Pristimantis cryophilius (Lynch, 1979)
- Pristimantis cryptomelas (Lynch, 1979)
- Pristimantis cuentasi (Lynch, 2003)
- Pristimantis culatensis (La Marca, 2007)
- Pristimantis cuneirostris (Duellman & Pramuk, 1999)
- Pristimantis curtipes (Boulenger, 1882)
- Pristimantis danae (Duellman, 1978)
- Pristimantis degener (Lynch & Duellman, 1997)
- Pristimantis deinops (Lynch, 1996)
- Pristimantis delicatus (Ruthven, 1917)
- Pristimantis delius (Duellman & Mendelson, 1995)
- Pristimantis dendrobatoides Means & Savage, 2007
- Pristimantis devillei (Boulenger, 1880)
- Pristimantis deyi Lehr, Gregory & Catenazzi, 2013
- Pristimantis diadematus (Jiménez de la Espada, 1875)
- Pristimantis diaphonus (Lynch, 1986)
- Pristimantis diogenes (Lynch & Ruiz-Carranza, 1996)
- Pristimantis dissimulatus (Lynch & Duellman, 1997)
- Pristimantis divnae Lehr & von May, 2009
- Pristimantis donnelsoni Reyes-Puig, Urgilés-Merchán, Franco-Mena, Guayasamin, Batallas & Reyes-Puig, 2023. [5]
- Pristimantis dorado Rivera-Correa, Lamadrid-Feris & Crawford, 2016
- Pristimantis dorsopictus (Rivero & Serna, 1988)
- Pristimantis duellmani (Lynch, 1980)
- Pristimantis duende (Lynch, 2001)
- Pristimantis dundeei (Heyer & Muñoz, 1999)
- Pristimantis ecuadorensis Guayasamin, Hutter, Tapia, Culebras, Peñafiel, Pyron, Morochz, Funk & Arteaga-Navarro, 2017
- Pristimantis educatoris Ryan, Lips & Giermakowski, 2010
- Pristimantis elegans (Peters, 1863)
- Pristimantis enigmaticus Ortega-Andrade, Rojas-Soto, Valencia, Espinosa de los Monteros, Morrone, Ron & Cannatella, 2015
- Pristimantis epacrus (Lynch & Suárez-Mayorga, 2000)
- Pristimantis eremitus (Lynch, 1980)
- Pristimantis eriphus (Lynch & Duellman, 1980)
- Pristimantis ernesti (Flores, 1987)
- Pristimantis erythroinguinis Catenazzi & Lehr, 2018
- Pristimantis erythropleura (Boulenger, 1896)
- Pristimantis erythros Sánchez-Nivicela, Celi-Piedra, Posse-Sarmiento, Urgilés, Yánez-Muñoz & Cisneros-Heredia, 2018
- Pristimantis esmeraldas (Guayasamin, 2004)
- Pristimantis espedeus Fouquet, Martinez, Courtois, Dewynter, Pineau, Gaucher, Blanc, Marty & Kok, 2013
- Pristimantis eugeniae (Lynch & Duellman, 1997)
- Pristimantis euphronides (Schwartz, 1967)
- Pristimantis eurydactylus (Hedges & Schlüter, 1992)
- Pristimantis exoristus (Duellman & Pramuk, 1999)
- Pristimantis factiosus (Lynch & Rueda-Almonacid, 1998)
- Pristimantis fallax (Lynch & Rueda-Almonacid, 1999)
- Pristimantis farisorum Mueses-Cisneros, Perdomo-Castillo & Cepeda-Quilindo, 2013
- Pristimantis fasciatus Barrio-Amorós, Rojas-Runjaic & Infante-Rivero, 2008
- Pristimantis fenestratus (Steindachner, 1864)
- Pristimantis festae (Peracca, 1904)
- Pristimantis fetosus (Lynch & Rueda-Almonacid, 1998)
- Pristimantis flabellidiscus (La Marca, 2007)
- Pristimantis floridus (Lynch & Duellman, 1997)
- Pristimantis frater (Werner, 1899)
- Pristimantis gagliardoi Bustamante & Mendelson, 2008
- Pristimantis gaigei (Dunn, 1931)
- Pristimantis galdi Jiménez de la Espada, 1870
- Pristimantis ganonotus (Duellman & Lynch, 1988)
- Pristimantis geminus Kaiser, Barrio-Amorós, Rivas-Fuenmayor, Steinlein & Schmid, 2015
- Pristimantis gentryi (Lynch & Duellman, 1997)
- Pristimantis ginesi (Rivero, 1964)
- Pristimantis gladiator (Lynch, 1976)
- Pristimantis glandulosus (Boulenger, 1880)
- Pristimantis gracilis (Lynch, 1986)
- Pristimantis grandiceps (Lynch, 1984)
- Pristimantis gretathunbergae Mebert, González-Pinzón, Miranda, Griffith, Vesely, Schmid & Batista, 2022
- Pristimantis gryllus Barrio-Amorós, Guayasamin & Hedges, 2012
- Pristimantis guaiquinimensis (Schlüter & Rödder, 2007)
- Pristimantis gualacenio Urgilés, Sánchez-Nivicela, Nieves & Yánez-Muñoz, 2014
- Pristimantis gutturalis (Hoogmoed, Lynch & Lescure, 1977)
- Pristimantis hamiotae (Flores, 1994)
- Pristimantis hampatusami Yánez-Muñoz, Sánchez-Nivicela & Reyes-Puig, 2016
- Pristimantis hectus (Lynch & Burrowes, 1990)
- Pristimantis helvolus (Lynch & Rueda-Almonacid, 1998)
- Pristimantis hernandezi (Lynch & Ruiz-Carranza, 1983)
- Pristimantis hoogmoedi Kaiser, Barrio-Amorós, Rivas-Fuenmayor, Steinlein & Schmid, 2015
- Pristimantis humboldti Lehr, von May, Moravec & Cusi, 2017
- Pristimantis huicundo (Guayasamin, Almeida-Reinoso & Nogales-Sornosa, 2004)
- Pristimantis hybotragus (Lynch, 1992)
- Pristimantis ignicolor (Lynch & Duellman, 1980)
- Pristimantis iiap Padial, Gagliardi-Urrutia, Chaparro & Gutiérrez, 2016
- Pristimantis illotus (Lynch & Duellman, 1997)
- Pristimantis imitatrix (Duellman, 1978)
- Pristimantis imthurni Kok, 2013
- Pristimantis incanus (Lynch & Duellman, 1980)
- Pristimantis incertus (Lutz, 1927)
- Pristimantis incomptus (Lynch & Duellman, 1980)
- Pristimantis infraguttatus (Duellman & Pramuk, 1999)
- Pristimantis inguinalis (Parker, 1940)
- Pristimantis insignitus (Ruthven, 1917)
- Pristimantis inusitatus (Lynch & Duellman, 1980)
- Pristimantis ixalus (Lynch, 2003)
- Pristimantis jabonensis (La Marca, 2007)
- Pristimantis jaguensis Rivera-Prieto, Rivera-Correa & Daza-R., 2014
- Pristimantis jaimei (Lynch, 1992)
- Pristimantis jamescameroni Kok, 2013
- Pristimantis jester Means & Savage, 2007
- Pristimantis johannesdei (Rivero & Serna, 1988)
- Pristimantis jorgevelosai (Lynch, 1994)
- Pristimantis juanchoi (Lynch, 1996)
- Pristimantis jubatus (García & Lynch, 2006)
- Pristimantis kalamandeenae Means, Heinicke, Blair Hedges, Macculloch & Lathrop, 2023 [6]
- Pristimantis kareliae (La Marca, 2005)
- Pristimantis katoptroides (Flores, 1988)
- Pristimantis kelephus (Lynch, 1998)
- Pristimantis kichwarum Elmer & Cannatella, 2008
- Pristimantis kirklandi (Flores, 1985)
- Pristimantis koehleri Padial & De la Riva, 2009
- Pristimantis koki Means, Heinicke, Blair Hedges, Macculloch & Lathrop, 2023 [6]
- Pristimantis kopinangae Means, Heinicke, Blair Hedges, Macculloch & Lathrop, 2023 [6]
- Pristimantis kuri Yánez-Muñoz, Sánchez-Nivicela & Reyes-Puig, 2016
- Pristimantis labiosus (Lynch, Ruiz-Carranza & Ardila-Robayo, 1994)
- Pristimantis lacrimosus (Jiménez de la Espada, 1875)
- Pristimantis lancinii (Donoso-Barros, 1965)
- Pristimantis lanthanites (Lynch, 1975)
- Pristimantis lasalleorum (Lynch, 1995)
- Pristimantis lassoalcalai Barrio-Amorós, Rojas-Runjaic & Barros, 2010
- Pristimantis latericius Batallas-R. & Brito-M., 2014
- Pristimantis laticlavius (Lynch & Burrowes, 1990)
- Pristimantis latidiscus (Boulenger, 1898)
- Pristimantis latro (Oliveira, Rodrigues, Kaefer, Pinto & Hernández-Ruz), 2017
- Pristimantis ledzeppelin (David Brito Zapata and Carolina Reyes Puig, 2021)[7]
- Pristimantis lemur (Lynch & Rueda-Almonacid, 1998)
- Pristimantis leoni (Lynch, 1976)
- Pristimantis leopardus Rivera-Correa, Jiménez-Rivillas & Daza-R., 2017
- Pristimantis leptolophus (Lynch, 1980)
- Pristimantis leucopus (Lynch, 1976)
- Pristimantis leucorrhinus Boano, Mazzotti & Sindaco, 2008
- Pristimantis librarius (Flores & Vigle, 1994)
- Pristimantis lichenoides (Lynch & Rueda-Almonacid, 1997)
- Pristimantis limoncochensis Ortega-Andrade, Rojas-Soto, Valencia, Espinosa de los Monteros, Morrone, Ron & Cannatella, 2015
- Pristimantis lindae (Duellman, 1978)
- Pristimantis lirellus (Dwyer, 1995)
- Pristimantis lividus (Lynch & Duellman, 1980)
- Pristimantis llanganati Navarrete, Venegas & Ron, 2016
- Pristimantis llojsintuta (Köhler & Lötters, 1999)
- Pristimantis loeslein Castillo-Urbina, Vences, Aguilar-Puntriano, Glaw & Köhler, 2023 [8]
- Pristimantis longicorpus Kaiser, Barrio-Amorós, Rivas-Fuenmayor, Steinlein & Schmid, 2015
- Pristimantis loujosti Yánez-Muñoz, Cisneros-Heredia & Reyes-Puig, 2011
- Pristimantis loustes (Lynch, 1979)
- Pristimantis lucasi Duellman & Chaparro, 2008
- Pristimantis lucidosignatus Rödder & Schmitz, 2009
- Pristimantis luscombei (Duellman & Mendelson, 1995)
- Pristimantis luteolateralis (Lynch, 1976)
- Pristimantis lutitus (Lynch, 1984)
- Pristimantis lymani (Barbour & Noble, 1920)
- Pristimantis lynchi (Duellman & Simmons, 1977)
- Pristimantis lythrodes (Lynch & Lescure, 1980)
- Pristimantis maculosus (Lynch, 1991)
- Pristimantis malkini (Lynch, 1980)
- Pristimantis marahuaka (Fuentes-Ramos & Barrio-Amorós, 2004)
- Pristimantis marcoreyesi Reyes-Puig, Reyes-Puig, Ramírez-Jaramillo, Pérez-L. & Yánez-Munoz, 2015
- Pristimantis mariaelenae Venegas & Duellman, 2012
- Pristimantis marmoratus (Boulenger, 1900)
- Pristimantis mars (Lynch & Ruiz-Carranza, 1996)
- Pristimantis martiae (Lynch, 1974)
- Pristimantis matidiktyo Ortega-Andrade & Valencia, 2012
- Pristimantis mazar Guayasamin & Arteaga-Navarro, 2013
- Pristimantis medemi (Lynch, 1994)
- Pristimantis megalops (Ruthven, 1917)
- Pristimantis melanogaster (Duellman & Pramuk, 1999)
- Pristimantis melanoproctus (Rivero, 1984)
- Pristimantis memorans (Myers & Donnelly, 1997)
- Pristimantis mendax (Duellman, 1978)
- Pristimantis meridionalis (Lehr & Duellman, 2007)
- Pristimantis merostictus (Lynch, 1984)
- Pristimantis metabates (Duellman & Pramuk, 1999)
- Pristimantis miktos Ortego-Andrade & Venegas, 2014
- Pristimantis mindo Arteaga-Navarro, Yáñez-Muñoz & Guayasamin, 2013
- Pristimantis minimus Terán-Valdez & Guayasamin, 2010
- Pristimantis minutulus Duellman & Hedges, 2007
- Pristimantis miyatai (Lynch, 1984)
- Pristimantis mnionaetes (Lynch, 1998)
- Pristimantis modipeplus (Lynch, 1981)
- Pristimantis molybrignus (Lynch, 1986)
- Pristimantis mondolfii (Rivero, 1984)
- Pristimantis moro (Savage, 1965)
- Pristimantis muchimuk Barrio-Amorós, Mesa, Brewer-Carías & McDiarmid, 2010
- Pristimantis munozi Rojas-Runjaic, Delgado C. & Guayasamin, 2014
- Pristimantis muranunka Brito M., Almendariz-C., Batallas R. & Ron, 2017
- Pristimantis muricatus (Lynch & Miyata, 1980)
- Pristimantis muscosus (Duellman & Pramuk, 1999)
- Pristimantis museosus (Ibáñez, Jaramillo & Arosemena, 1994)
- Pristimantis mutabilis Guayasamin, Krynak, Krynak, Culebras & Hutter, 2015
- Pristimantis myersi (Goin & Cochran, 1963)
- Pristimantis myops (Lynch, 1998)
- Pristimantis nebulosus (Henle, 1992)
- Pristimantis nephophilus (Duellman & Pramuk, 1999)
- Pristimantis nervicus (Lynch, 1994)
- Pristimantis nicefori (Cochran & Goin, 1970)
- Pristimantis nimbus Urgilés, Posse, Timbe, Astudillo & Sánchez-Nivicela, 2017
- Pristimantis nietoi Arteaga, Pyron, Peñafiel, Romero-Barreto, Culebras, Bustamante, Yánez-Muñoz & Guayasamin, 2016
- Pristimantis nigrogriseus (Andersson, 1945)
- Pristimantis normaewingae Reyes-Puig, Yánez-Muñoz, Libke, Vinueza & Carrión-Olmedo, 2024 [9]
- Pristimantis nubisilva Kaiser, Barrio-Amorós, Rivas-Fuenmayor, Steinlein & Schmid, 2015
- Pristimantis numbala Székely, Székely, Armijos-Ojeda, Hualpa-Vega & Vörös, 2023 [10]
- Pristimantis nyctophylax (Lynch, 1976)
- Pristimantis obmutescens (Lynch, 1980)
- Pristimantis ocellatus (Lynch & Burrowes, 1990)
- Pristimantis ockendeni (Boulenger, 1912)
- Pristimantis ocreatus (Lynch, 1981)
- Pristimantis olivaceus (Köhler, Morales, Lötters, Reichle & Aparicio, 1998)
- Pristimantis omeviridis Ortega-Andrade, Rojas-Soto, Valencia, Espinosa de los Monteros, Morrone, Ron & Cannatella, 2015
- Pristimantis onorei Rödder & Schmitz, 2009
- Pristimantis orcesi (Lynch, 1972)
- Pristimantis orcus Lehr, Catenazzi & Rodríguez, 2009
- Pristimantis orestes (Lynch, 1979)
- Pristimantis ornatissimus (Despax, 1911)
- Pristimantis ornatus (Lehr, Lundberg, Aguilar & von May, 2006)
- Pristimantis orpacobates (Lynch, Ruiz-Carranza & Ardila-Robayo, 1994)
- Pristimantis orphnolaimus (Lynch, 1970)
- Pristimantis ortizi (Guayasamin, Almeida-Reinoso & Nogales-Sornosa, 2004)
- Pristimantis padiali Moravec, Lehr, Perez-Peña, Lopez, Gagliardi-Urrutia & Arista-Tuanama, 2010
- Pristimantis padrecarlosi (Mueses-Cisneros, 2006)
- Pristimantis pahuma Hutter & Guayasamin, 2015
- Pristimantis paisa (Lynch & Ardila-Robayo, 1999)
- Pristimantis paladines Székely, Székely, Armijos-Ojeda, Hualpa-Vega & Vörös, 2023[10]
- Pristimantis palmeri (Boulenger, 1912)
- Pristimantis paquishae Brito-M., Batallas-R. & Velalcázar, 2014
- Pristimantis paramerus (Rivero, 1984)
- Pristimantis pardalinus (Lehr, Lundberg, Aguilar & von May, 2006)
- Pristimantis pardalis (Barbour, 1928)
- Pristimantis parectatus (Lynch & Rueda-Almonacid, 1998)
- Pristimantis pariagnomus Kaiser, Barrio-Amorós, Rivas-Fuenmayor, Steinlein & Schmid, 2015
- Pristimantis parvillus (Lynch, 1976)
- Pristimantis pastazensis (Andersson, 1945)
- Pristimantis pataikos (Duellman & Pramuk, 1999)
- Pristimantis paulodutrai (Bokermann, 1975)
- Pristimantis paulogabrieli Melo-Sampaio, 2023 [11]
- Pristimantis paululus (Lynch, 1974)
- Pristimantis pecki (Duellman & Lynch, 1988)
- Pristimantis pedimontanus (La Marca, 2004)
- Pristimantis penelopus (Lynch & Rueda-Almonacid, 1999)
- Pristimantis peraticus (Lynch, 1980)
- Pristimantis percnopterus (Duellman & Pramuk, 1999)
- Pristimantis percultus (Lynch, 1979)
- Pristimantis permixtus (Lynch, Ruiz-Carranza & Ardila-Robayo, 1994)
- Pristimantis peruvianus (Melin, 1941)
- Pristimantis petersi (Lynch & Duellman, 1980)
- Pristimantis petrobardus (Duellman, 1991)
- Pristimantis phalaroinguinis (Duellman & Lehr, 2007)
- Pristimantis phalarus (Lynch, 1998)
- Pristimantis pharangobates (Duellman, 1978)
- Pristimantis philipi (Lynch & Duellman, 1995)
- Pristimantis phoxocephalus (Lynch, 1979)
- Pristimantis phragmipleuron (Rivero & Serna, 1988)
- Pristimantis piceus (Lynch, Ruiz-Carranza & Ardila-Robayo, 1996)
- Pristimantis pichincha Yánez-Muñoz, Sánchez-Nivicela & Reyes-Puig, 2016
- Pristimantis pinchaque Reyes-Puig, Reyes-Puig, Pérez-L. & Yánez-Muñoz, 2015
- Pristimantis pinguis (Duellman & Pramuk, 1999)
- Pristimantis pirrensis (Ibáñez & Crawford, 2004)
- Pristimantis platychilus (Lynch, 1996)
- Pristimantis platydactylus (Boulenger, 1903)
- Pristimantis pleurostriatus (Rivero, 1984)
- Pristimantis pluvialis Shepack, von May, Ttito & Catenazzi, 2016
- Pristimantis polemistes (Lynch & Ardila-Robayo, 2004)
- Pristimantis polychrus (Ruiz-Carranza, Lynch & Ardila-Robayo, 1997)
- Pristimantis prolatus (Lynch & Duellman, 1980)
- Pristimantis prometeii Székely, Cogǎlniceanu, Székely, Páez & Ron, 2016
- Pristimantis proserpens (Lynch, 1979)
- Pristimantis pruinatus (Myers & Donnelly, 1996)
- Pristimantis pseudoacuminatus (Shreve, 1935)
- Pristimantis pteridophilus (Lynch & Duellman, 1997)
- Pristimantis ptochus (Lynch, 1998)
- Pristimantis pugnax (Lynch, 1973)
- Pristimantis puipui Lehr, von May, Moravec & Cusi, 2017
- Pristimantis pulchridormientes Chavez & Catenazzi, 2016
- Pristimantis pulvinatus (Rivero, 1968)
- Pristimantis punzan Reyes-Puig, Reyes-Puig, Ramírez-Jaramillo, Pérez-L. & Yánez-Munoz, 2015
- Pristimantis puruscafeum Reyes-Puig, Reyes-Puig, Ramírez-Jaramillo, Pérez-L. & Yánez-Munoz, 2015
- Pristimantis pycnodermis (Lynch, 1979)
- Pristimantis pyrrhomerus (Lynch, 1976)
- Pristimantis quantus (Lynch, 1998)
- Pristimantis quaquaversus (Lynch, 1974)
- Pristimantis quicato Ospina-Sarria, Méndez-Narváez, Burbano-Yandi & Bolívar-García, 2011
- Pristimantis quinquagesimus (Lynch & Trueb, 1980)
- Pristimantis racemus (Lynch, 1980)
- Pristimantis ramagii (Boulenger, 1888)
- Pristimantis reclusas (Lynch, 2003)
- Pristimantis reichlei Padial & De la Riva, 2009
- Pristimantis renjiforum (Lynch, 2000)
- Pristimantis repens (Lynch, 1984)
- Pristimantis restrepoi (Lynch, 1996)
- Pristimantis reticulatus (Walker & Test, 1955)
- Pristimantis rhabdocnemus (Duellman & Hedges, 2005)
- Pristimantis rhabdolaemus (Duellman, 1978)
- Pristimantis rhigophilus (La Marca, 2007)
- Pristimantis rhodoplichus (Duellman & Wild, 1993)
- Pristimantis rhodostichus (Duellman & Pramuk, 1999)
- Pristimantis ridens (Cope, 1866)
- Pristimantis rivasi Barrio-Amorós, Rojas-Runjaic & Barros, 2010
- Pristimantis riveroi (Lynch & La Marca, 1993)
- Pristimantis riveti (Despax, 1911)
- Pristimantis romanorum Yánez-Muñoz, Meza-Ramos, Cisneros-Heredia & Reyes-Puig, 2011
- Pristimantis roni Yanez-Munoz, Bejarano-Munoz, Brito-M. & Batallas-R., 2014
- Pristimantis rosadoi (Flores, 1988)
- Pristimantis roseus (Boulenger, 1918)
- Pristimantis royi (Morales, 2007)
- Pristimantis rozei (Rivero, 1961)
- Pristimantis rubicundus (Jiménez de la Espada, 1875)
- Pristimantis ruedai (Ruiz-Carranza, Lynch & Ardila-Robayo, 1997)
- Pristimantis rufioculis (Duellman & Pramuk, 1999)
- Pristimantis rufoviridis Valencia, Yánez-Muñoz, Betancourt-Yépez, Terán-Valdez & Guayasamin, 2011
- Pristimantis ruidus (Lynch, 1979)[12]
- Pristimantis ruthveni (Lynch & Ruiz-Carranza, 1985)
- Pristimantis sacharuna Reyes-Puig, Reyes-Puig, Pérez-L. & Yánez-Muñoz, 2015
- Pristimantis sagedunneae Székely, Székely, Armijos-Ojeda, Hualpa-Vega & Vörös, 2023[10]
- Pristimantis sagittulus (Lehr, Aguilar & Duellman, 2004)
- Pristimantis salaputium (Duellman, 1978)
- Pristimantis saltissimus Means & Savage, 2007
- Pristimantis samaipatae (Köhler & Jungfer, 1995)
- Pristimantis sambalan Brito-M., Batallas-R. & Yánez-Muñoz, 2017
- Pristimantis sanctaemartae (Ruthven, 1917)
- Pristimantis sanguineus (Lynch, 1998)
- Pristimantis sarisarinama Barrio-Amorós & Brewer-Carias, 2008
- Pristimantis satagius (Lynch, 1995)
- Pristimantis saturninoi Brito-M., Batallas-R. & Yánez-Muñoz, 2017
- Pristimantis savagei (Pyburn & Lynch, 1981)
- Pristimantis schultei (Duellman, 1990)
- Pristimantis scitulus (Duellman, 1978)
- Pristimantis scoloblepharus (Lynch, 1991)
- Pristimantis scolodiscus (Lynch & Burrowes, 1990)
- Pristimantis scopaeus (Lynch, Ruiz-Carranza & Ardila-Robayo, 1996)
- Pristimantis seorsus Lehr, 2007
- Pristimantis serendipitus (Duellman & Pramuk, 1999)
- Pristimantis shrevei (Schwartz, 1967)
- Pristimantis signifer (Ruiz-Carranza, Lynch & Ardila-Robayo, 1997)
- Pristimantis silverstonei (Lynch & Ruiz-Carranza, 1996)
- Pristimantis simonbolivari (Wiens & Coloma, 1992)
- Pristimantis simonsii (Boulenger, 1900)
- Pristimantis simoteriscus (Lynch, Ruiz-Carranza & Ardila-Robayo, 1997)
- Pristimantis simoterus (Lynch, 1980)
- Pristimantis siopelus (Lynch & Burrowes, 1990)
- Pristimantis similaris Herrera-Alva, Catenazzi & Aguilar-Puntriano, 2023[13]
- Pristimantis sirnigeli Yánez-Muñoz, Meza-Ramos, Cisneros-Heredia & Reyes-Puig, 2011
- Pristimantis skydmainos (Flores & Rodriguez, 1997)
- Pristimantis sobetes (Lynch, 1980)
- Pristimantis spectabilis Duellman & Chaparro, 2008
- Pristimantis spilogaster (Lynch, 1984)
- Pristimantis spinosus (Lynch, 1979)
- Pristimantis stenodiscus (Walker & Test, 1955)
- Pristimantis sternothylax (Duellman & Wild, 1993)
- Pristimantis stictoboubonus (Duellman, Lehr & Venegas, 2006)
- Pristimantis stictogaster (Duellman & Hedges, 2005)
- Pristimantis stictus González-Durán, 2016
- Pristimantis stipa Venegas & Duellman, 2012
- Pristimantis subsigillatus (Boulenger, 1902)
- Pristimantis suetus (Lynch & Rueda-Almonacid, 1998)
- Pristimantis sulculus (Lynch & Burrowes, 1990)
- Pristimantis supernatis (Lynch, 1979)
- Pristimantis surdus (Boulenger, 1882)
- Pristimantis susaguae (Rueda-Almonacid, Lynch & Galvis-Peñuela, 2003)
- Pristimantis taciturnus (Lynch & Suárez-Mayorga, 2003)
- Pristimantis taeniatus (Boulenger, 1912)
- Pristimantis tamsitti (Cochran & Goin, 1970)
- Pristimantis tantanti (Lehr, Torres-Gastello & Suárez-Segovia, 2007)
- Pristimantis tanyrhynchus Lehr, 2007
- Pristimantis tayrona (Lynch & Ruiz-Carranza, 1985)
- Pristimantis telefericus (La Marca, 2005)
- Pristimantis tenebrionis (Lynch & Miyata, 1980)
- Pristimantis terraebolivaris (Rivero, 1961)
- Pristimantis thectopternus (Lynch, 1975)
- Pristimantis thyellus (La Marca, 2007)
- Pristimantis thymalopsoides (Lynch, 1976)
- Pristimantis thymelensis (Lynch, 1972)
- Pristimantis tiktik Székely, Eguiguren, Székely, Ordóñez-Delgado, Armijos-Ojeda, Riofrîo–Guamán & Cogălniceanu, 2018
- Pristimantis tinajillas Urgilés, Sánchez-Nivicela, Nieves & Yánez-Muñoz, 2014
- Pristimantis tinguichaca  Brito-M., Ojala-Barbour, Batallas-R. & Almendáriz, 2016
- Pristimantis toftae (Duellman, 1978)
- Pristimantis torrenticola (Lynch & Rueda-Almonacid, 1998)
- Pristimantis trachyblepharis (Boulenger, 1918)
- Pristimantis tribulosus (Lynch & Rueda-Almonacid, 1997)
- Pristimantis truebae (Lynch & Duellman, 1997)
- Pristimantis tubernasus (Rivero, 1984)
- Pristimantis tungurahua Reyes-Puig, Yánez-Muñoz, Cisneros-Heredia & Ramírez, 2011
- Pristimantis turik Barrio-Amorós, Rojas-Runjaic & Infante-Rivero, 2008
- Pristimantis turpinorum (Hardy, 2001)
- Pristimantis turumiquirensis (Rivero, 1961)
- Pristimantis uisae (Lynch, 2003)
- Pristimantis unistrigatus (Günther, 1859)
- Pristimantis urani (Rivera & Daza, 2016)
- Pristimantis uranobates (Lynch, 1991)
- Pristimantis urichi (Boettger, 1894)
- Pristimantis vanadise (La Marca, 1984)
- Pristimantis variabilis (Lynch, 1968)
- Pristimantis veletis (Lynch & Rueda-Almonacid, 1997)
- Pristimantis ventrigranulosus Maciel, Vaz-Silva, Oliveira & Padial, 2012
- Pristimantis ventriguttatus Lehr & Köhler, 2007
- Pristimantis ventrimarmoratus (Boulenger, 1912)
- Pristimantis verecundus (Lynch & Burrowes, 1990)
- Pristimantis versicolor (Lynch, 1979)
- Pristimantis vertebralis (Boulenger, 1886)
- Pristimantis vicarius (Lynch & Ruiz-Carranza, 1983)
- Pristimantis vidua (Lynch, 1979)
- Pristimantis viejas (Lynch & Rueda-Almonacid, 1999)
- Pristimantis vilarsi (Melin, 1941)
- Pristimantis vilcabambae Lehr, 2007
- Pristimantis vinhai (Bokermann, 1975)
- Pristimantis viridicans (Lynch, 1977)
- Pristimantis viridis (Ruiz-Carranza, Lynch & Ardila-Robayo, 1997)
- Pristimantis vrazi Lehr, Moravec, Wang & Uvizl, 2024[14]
- Pristimantis w-nigrum (Boettger, 1892)
- Pristimantis wagteri (Venegas, 2007)
- Pristimantis walkeri (Lynch, 1974)
- Pristimantis waoranii (McCracken, Forstner & Dixon, 2007)
- Pristimantis wiensi (Duellman & Wild, 1993)
- Pristimantis xeniolum (Lynch, 2001)
- Pristimantis xestus (Lynch, 1995)
- Pristimantis xylochobates (Lynch & Ruiz-Carranza, 1996)
- Pristimantis yanezi Navarrete, Venegas & Ron, 2016
- Pristimantis yantzaza Valencia, Dueñas, Székely, Batallas-R & Pulluquitín, 2017
- Pristimantis yaviensis (Myers & Donnelly, 1996)
- Pristimantis yukpa Barrio-Amorós, Rojas-Runjaic & Infante-Rivero, 2008
- Pristimantis yumbo Yánez-Muñoz, Meza-Ramos, Cisneros-Heredia & Reyes-Puig, 2011
- Pristimantis yuruaniensis Rödder & Jungfer, 2008
- Pristimantis yustizi (Barrio-Amorós & Chacón-Ortiz, 2004)
- Pristimantis zeuctotylus (Lynch & Hoogmoed, 1977)
- Pristimantis zimmermanae (Heyer & Hardy, 1991)
- Pristimantis zoilae (Mueses-Cisneros, 2007)
- Pristimantis zophus (Lynch & Ardila-Robayo, 1999)